# Тунджа
Ту́нджа (болг. Тунджа, тур. Tunca) — река в восточной Болгарии и европейской части Турции, левый приток Марицы.
Длина реки составляет 405,2 км.
Берёт начало на южном склоне гор Калоферска-Планина в сердней части Стара-Планины, к северу от Калофера. Течёт по Казанлыкской долине между Балканом и Средней Горой, затем пробивается на юг к долине реки Марицы, в которую и впадает с левой стороны у Эдирне. Бассейн занимает 8429 км². Тунджа в древности называлась Tonzus, а в Средние века — Tuntza.

## Топографические карты
- (болг.) Лист карты K-35-50 (bg) Карлово. Масштаб: 1 : 100 000. — истоки